# CDC 6400

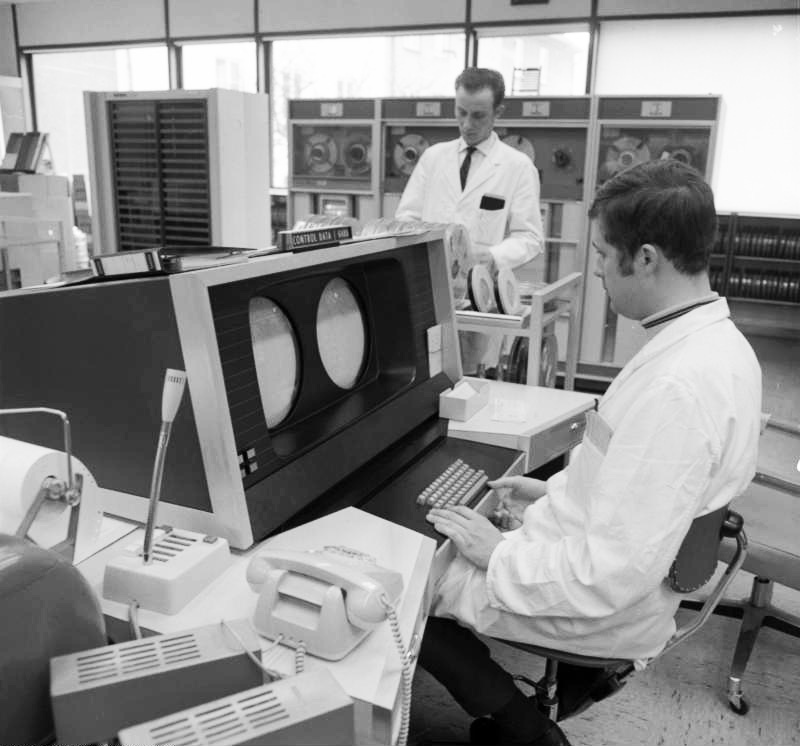
La console d'opération d'un CDC 6400 avec quatre dérouleurs de bande magnétique à l'arrière-plan. La photo a été prise au centre de données de l'Université technique de Rhénanie-Westphalie à Aix-la-Chapelle en Allemagne de l’Ouest en 1970.

Le CDC 6400, un membre de la série CDC 6000, était un ordinateur central fabriqué par la compagnie Control Data Corporation dans les années 1960.
Son processeur était compatible avec le processeur du CDC 6600. Cependant, contrairement au CDC 6600 qui était doté de 10 unités arithmétiques et logiques parallèles pouvant exécuter plusieurs instructions en même temps, le 6400 n'avait qu'une unité arithmétique et logique et ne pouvait donc exécuter qu'une instruction à la fois. Le processeur du CDC 6400 était donc plus lent, mais beaucoup moins coûteux que celui du CDC 6600. La mémoire vive, les processeurs périphériques et les périphériques étaient les mêmes que ceux du CDC 6000.
Le CDC 6500 était un ordinateur muni de deux unités arithmétiques et logiques de type CDC 6400.
Le CDC 6700 était un ordinateur muni d'une unité arithmétique et logique de type CDC 6600 et d'une unité arithmétique et logique de type CDC 6400.
Le CDC 6415 était une version réduite du CDC 6400. Il était muni de seulement 7 processeurs périphériques au lieu des 10 habituels.

## Source
- (en) Cet article est partiellement ou en totalité issu de l’article de Wikipédia en anglais intitulé « CDC 6400 » (voir la liste des auteurs).